# Por-Bažyn
Por-Bažyn (in russo Пор-Бажын?) è un sito archeologico in cui sono visibili le rovine di un edificio, sulla funzione del quale gli studiosi non concordano. Ubicato su un'isola del lago Tere-Chol' in Siberia, appartiene amministrativamente alla Tuva, una delle Repubbliche federali della Federazione Russa. In lingua tuvana, Por-Bažyn significa "casa di terracotta".
Si ritiene, sulla base della datazione di alcuni oggetti rinvenuti nel sito, che la struttura sia stata costruita nell'VIII secolo, durante il Kaghanato uiguro. Secondo Istvan Fodor, del Museo nazionale ungherese, la sua funzione è difficilmente determinabile perché le tracce di attività umana che è stato possibile rilevare sono esigue. Tra le teorie avanzate ci sono quelle di una fortezza, di un palazzo, di un monastero e di un osservatorio astronomico. È anche possibile che la struttura sia stata abbandonata prima del suo completamento, a causa della scarsa familiarità dei costruttori con il permafrost.